# バルカン・ビート・ボックス

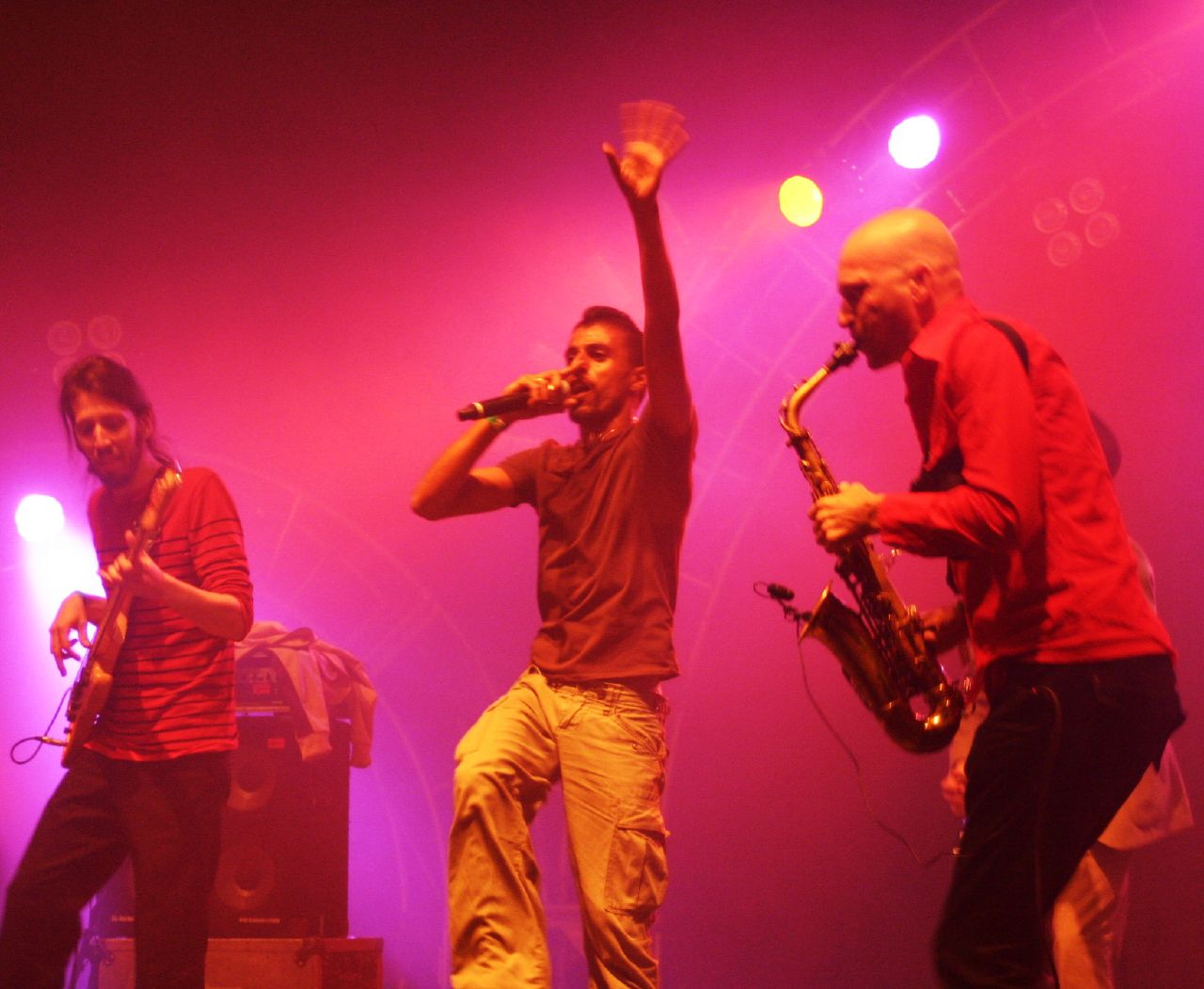
Balkan Beat Box in concert

バルカン・ビート・ボックス（Balkan Beat Box; BBB）はアメリカ系イスラエル人の音楽グループ。Tamir Muskat、元Firewater・Big Lazyなどの Ori Kaplan 、Tomer Yosefがコア・メンバー。地中海の音楽をベースにバルカン半島音楽・中東音楽・ジプシーファンク・エレクトロニカを融合。スタジオでもライブでも多数のゲストを迎える。

## 歴史
Ori KaplanとTamir Muskatは10代でブルックリンで出会う。両方音楽で育っており、カプランはklezmerのクラリネット奏者、マスカットはパンク・ロックバンドでドラムをやっていた。
地中海・バルカン半島・ヒップホップ・ダンスホール音楽をミックスして独自のサウンドをつくった。
BBBの目的は伝統音楽をミックスしてクラブ・ピープルを楽しませることだった。
子供時代の彼らは伝統音楽が古びてしまい、彼らの日常、経験を反映させていないと感じており、それをアップデートすることにした 。
影響を受けたのはBoban Marković, Rachid Taha, Fanfare Ciocarlia, Manu Chao,チャーリー・パーカーなど。ジャマイカのダブ音楽も好きだった。2006年11月、テル・アヴィヴから来た評判の男Tomer Yosefが参加し、フロントマンになった。
2005年のデビュー作『Balkan Beat Box』、2007年のセカンド『Nu Med』は世界的に称賛された。
デビュー作は地中海の要素が濃く、セカンドにはアラブ・スペインの要素を入れた。
ファーストからの曲『Bulgarian Chicks』は2008年にクラブ・ヒットし、2013年春にDiploがプロデュースしたマック・ミラーの『Goosebumpz』にサンプリングされた。
セカンドからの Hermeticoは2013年夏のJason Derulo『Talk Dirty』featuring 2 Chainzでサンプリング。
2010年『Blue Eyed Black Boy』、2012年『Give』を発表。

## メンバー
コア
- Tomer Yosef - lead vocals, percussion, samples
- Ori Kaplan - saxophone
- Tamir Muskat - drums, percussion, programming

ライブ
- Itamar Ziegler - guitar, bass guitar
- Ben Hendler - bass guitar
- Ron Bunker - guitar
- Peter Hess - saxophone
- Eyal Talmudi - saxophone
- Uri Kinrot - guitar, saxophone

過去のライブ
- Jeremiah Lockwood - guitar
- Dana Leong - trombone

## 盤歴
- Balkan Beat Box (2005) - released on JDub Records
- Nu Made (2007) - released on Crammed Discs, JDub Records
- Nu Made (Remixes) (2008) - released on Crammed Discs
- Blue Eyed Black Boy (2010) - released on Nat Geo Music and Crammed Discs
- Give (2012) - released on Nat Geo Music and Crammed Discs